# John Bardeen

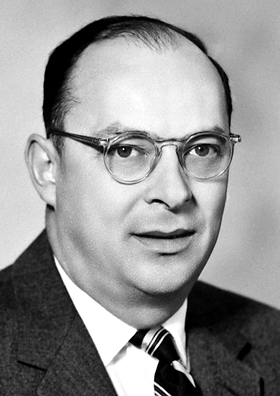
John Bardeen, 1956

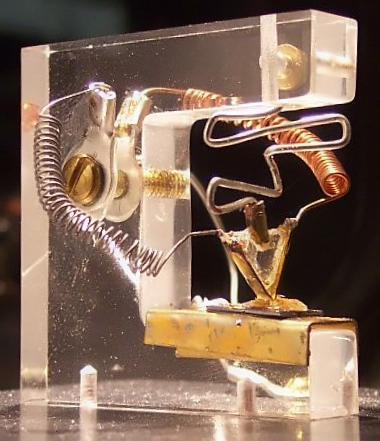
Nachbau des ersten Transistors von Shockley, Bardeen und Brattain

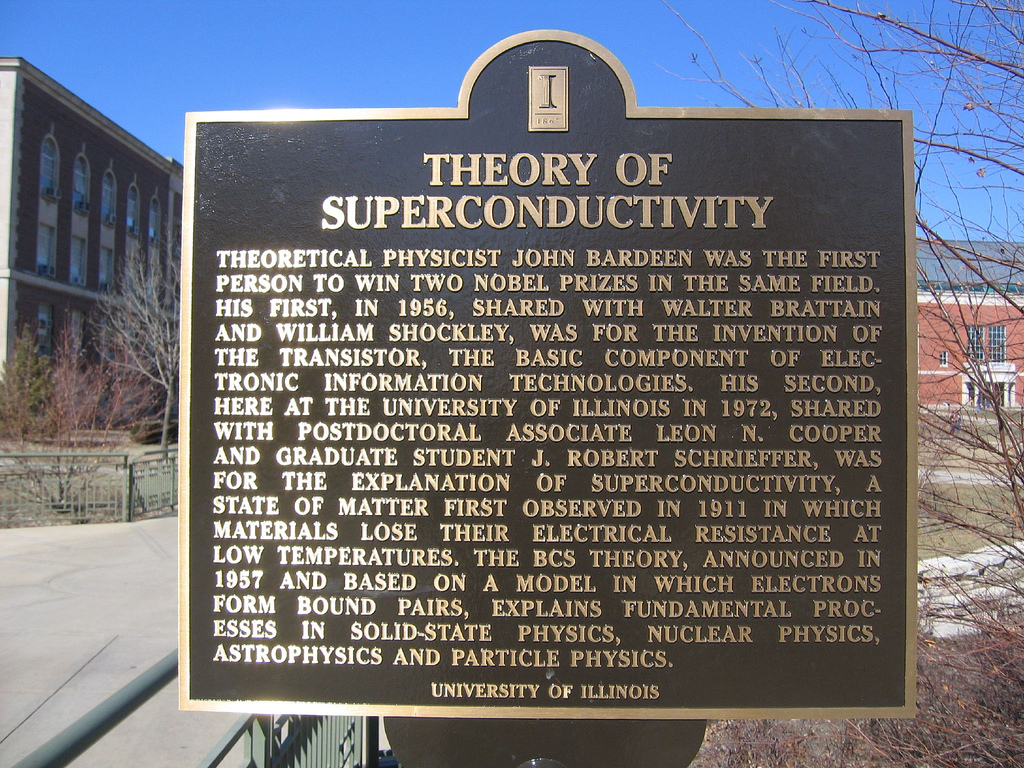
Eine Gedenktafel an Bardeen und die Theorie der Supraleitfähigkeit auf dem Campus der University of Illinois at Urbana-Champaign

John Bardeen (* 23. Mai 1908 in Madison, Wisconsin; † 30. Januar 1991 in Boston) war ein US-amerikanischer Physiker und zweifacher Nobelpreisträger der Physik. Er ist der einzige zweifache Preisträger in dieser Kategorie und einer von fünf Menschen, die den Nobelpreis zweimal erhielten.

## Leben
John Bardeen wurde als Sohn des Anatomieprofessors Charles R. Bardeen, der zudem Dekan der Medical School der University of Wisconsin in Madison war, und der Lehrerin Althea Harmer geboren. Seine Mutter starb 1920, als John Bardeen 12 Jahre alt war, und sein Vater heiratete Ruth Hames aus Milwaukee, Wisconsin. Bereits mit 15 Jahren begann der hochintelligente Schüler, der mehrere Klassen übersprang, sein Studium der Elektrotechnik, Physik und Mathematik an der University of Wisconsin.
Bardeen erhielt den Bachelor of Science 1928 und den Master of Science 1929 in Elektrotechnik. 1933 begann er ein weiteres Studium der Physik und Mathematik an der Princeton University und ab 1935 in Harvard. Hier spezialisierte er sich auf die Quantentheorie im Bereich Festkörperphysik und bekam seinen Doktorgrad im Jahre 1936 in mathematischer Physik mit einer Arbeit bei Eugene Paul Wigner (Physiknobelpreisträger 1963).
Von 1938 bis 1941 war Bardeen Assistant Professor an der University of Minnesota in Minneapolis. Im Zweiten Weltkrieg wirkte er dann als Physiker am U.S. Naval Ordnance Laboratory in Washington, D.C.
1954 wurde Bardeen in die National Academy of Sciences, 1958 in die American Philosophical Society und 1959 in die American Academy of Arts and Sciences gewählt. 1962 erhielt er den Fritz London Memorial Prize und stiftete das Geld seines zweiten Nobelpreises unter anderem für die Dotierung dieses Preises.

### Bell Labs und die Entwicklung des Bipolartransistors
Als Physiker bei den Bell Telephone Laboratories in Murray Hill (New Jersey, 1945–1951) gehörte er gemeinsam mit den Physikern William B. Shockley und Walter Brattain zu einer Arbeitsgruppe, die sich vornehmlich mit der elektrischen Leitfähigkeit von Halbleitern und Metallen sowie den Oberflächeneigenschaften dieser Materialien beschäftigte. Mit Hilfe von Germaniumkristallen entdeckten sie am 23. Dezember 1947 den Transistoreffekt und konstruierten den ersten Bipolartransistor, einen Typ von Transistor, der durch die Möglichkeiten der Miniaturisierung eine elektronische Revolution auslöste und viele Entwicklungen der Mikroelektronik und Computertechnologie ermöglichte.
Für diese Entdeckung erhielt Bardeen 1956 gemeinsam mit seinen beiden Kollegen den Nobelpreis für Physik.

### Illinois und Arbeiten im Bereich der Supraleitung
Im Jahr 1951 verließ Bardeen die Bell Telephone Laboratories und wirkte bis 1975 als Professor für Elektrotechnik und Physik an der University of Illinois at Urbana-Champaign. Hier war sein erster Doktorand Nick Holonyak (1954), der Erfinder der ersten Leuchtdiode im Jahre 1962. Bardeen entwickelte zusammen mit Leon Neil Cooper und John Robert Schrieffer die Theorie der Supraleitfähigkeit – das Verschwinden des elektrischen Widerstandes bestimmter Metalle und Legierungen bei Temperaturen in der Nähe des absoluten Temperaturnullpunktes. Die Theorie wurde als BCS-Theorie bekannt, benannt nach den Anfangsbuchstaben der Entdecker. Bereits in den 1930er Jahren hatte Bardeen an dem Phänomen geforscht und gelangte in den 1950er Jahren zur theoretischen Erklärung. Im Fachbereich Elektrotechnik gründete er ein Forschungsprogramm zur Supraleitfähigkeit. Im Fachbereich Physik gründete er außerdem ein Forschungsprogramm zum Thema makroskopischer Quantensysteme, insbesondere zu Supraleitfähigkeit und Quantenflüssigkeiten.
1972 erhielt Bardeen gemeinsam mit Cooper und Schrieffer seinen zweiten Physiknobelpreis für seinen fundamentalen Beitrag zur Theorie der Supraleitfähigkeit. Bardeen war damit der erste Wissenschaftler, der den Nobelpreis zweimal in derselben Kategorie empfing.
1975 wurde er emeritiert; er wohnte bis zu seinem Tod in Urbana (Illinois).
Seine Söhne William Bardeen und James M. Bardeen sind ebenfalls bekannte Physiker.

## Ehrungen
Im Jahr 2001 wurde von der amerikanischen Fachzeitschrift CQ Amateur Radio die CQ Amateur Radio Hall of Fame gegründet, eine Ehrenrolle, in die jedes Jahr Persönlichkeiten aufgenommen werden, die sich in besonderer Weise um den Amateurfunk verdient gemacht haben. Der Name John Bardeen wurde im Jahr 2001 postum in diese Ehrenliste aufgenommen. Ihm zu Ehren ist der John Bardeen Prize für Beiträge zur Theorie der Supraleitung benannt.